# Platyderus gallaecus
Platyderus gallaecus é uma espécie de insetos coleópteros pertencente à família Carabidae.
A autoridade científica da espécie é Jeanne, tendo sido descrita no ano de 1970.
Trata-se de uma espécie presente no território português, nomeadamente em Portugal Continental. Está ausente da Madeira e dos Açores.
Trata-se de um endemismo da Península Ibérica.